# Feliks Klajn
Feliks Kristijan Klajn (Diseldorf, 25. april 1849 — Getingen, 22. jun 1925) je bio nemački matematičar, poznat po svome radu na teoriji grupa, teoriji funkcija, neeuklidskoj geometriji i na povezivanju geometrije sa teorijom grupa. Njegov „Erlangenski program“, pokrenut 1872. godine izvršio je klasifikaciju geometrije na osnovu osnovnih simetrija i predstavlja sintezu od ogromnog uticaja i na današnju matematiku, ali i fiziku.

## Život
Klajnovi roditelji bili su Prusi, njegov otac bio je pruski državni činovnik na službi u Rajnlendu. On je pohađao gimnaziju u Diseldorfu, zatim studirao matematiku i fiziku na Univerzitetu Bon, 1865 — 1866, nameravajući da postane fizičar. U to vreme Julijus Plaker držao je na Univerzitetu Bon katedru za matematiku i eksperimentalnu fiziku, ali u vreme kada Klajn postaje njegov asistent, 1866, Plakerov prevashodni interes bila je geometrija. Klajn je, pod Plakerovim mentorstvom, odbranio svoj doktorat na univerzitetu Bon, 1868. godine.
Julijus Plaker umro je 1868, ostavljajući svoju knjigu o osnovama linearne geometrije nedovršenom. Klajn je, očigledno, bio najpogodnija osoba koja bi mogla da dovrši Plakerovu Neue Geometrie des Raumes, radi čega je upoznat sa Klebšom (Clebsch), koji je prešao na Getingen 1868. Klajn posećuje Klebša sledeće godine, istovremeno sa posetama Berlinu i Parizu. Klajn je bio u Parizu jula 1670. kada Bizmark objavljuje svoju poruku sa namerom da isprovocira Francusku da objavi rat Pruskoj. Čim je Francuska to i učinila, Klajn hitno napušta Pariz. Za jedno kratko vreme, on služi u nemačkoj vojsci kao bolničar, pre nego što će postati docent na univerzitetu Getingen u prvoj polovini 1871. godine.
Erlangenski univerzitet postavlja Klajna za profesora 1872, kada je on imao samo 23 godine. U ovome on je bio snažno podržan od Klebša, koji je u njemu već video vodećeg matematičara njihovog vremena. Zbog malog broja studenata u Erlangenu, svega nekoliko, Klajn je imao problema da zasnuje svoju školu matematike na tom univerzitetu, tako da se veoma obradovao ponudi da preuzme katedru na univerzitetu u Minhenu (Munich's Technische Hochschule) 1875. Tu su on i Bril držali nastavu iz naprednih kurseva mnogim izvrsnim studentima kao što su Adolf Hurvic, van Dajk, Ron, Karl Runge, Maks Plank, Luiđi Bijanki i Gregorio Riči.
Godine 1875. Klajn se oženio sa Anom Hegel (Anne Hegel), unukom čuvenog filozofa Georga Fridriha Hegela.
Posle pet godina provedenih na Technische Hochschule, Klajn se zapošljava kao šef katedre za geometriju u Lajpcigu. Tamo su mu kolege bili, između ostalih, van Dajk, Ron, Stadi i Engel. Godine provedene u Lajpcigu, od 1880. do 1886, iz osnova su promenile njegov život. U 1882. njegovo zdravlje je oronulo, a od 1883-1884. bio je izmučen depresijom.
Njegova karijera matematičara istraživača bila je suštinski završena, kada Klajn prihvata katedru na Univerzitetu Getingen 1886. Od tada pa sve do njegovog penzionisanja 1913, on teži da od Getingena ponovo načini jedan svetski vodeći istraživački centar. Ipak posle prelaska iz Lajpciga u Getingen, on nikada više nije povratio svoju vlastitu ulogu vodećeg matematičara (geometra) u svetu. Na Getingenu on podučava mnoštvo raznolikih kurseva, uglavnom one koji su na granici između matematike i fizike, kao što su mehanika ili teorija potencijala. Istraživački centar koji je Klajn ustanovio na Getingenu služio je kasnije kao model za sve najbolje centre ove vrste u celom svetu. On uvodi nedeljne diskusione sastanke, i stvara matematičku čitaonicu i biblioteku. 1895. godine Klajn zapošljava Hilberta (prebacuje ga iz Kenigsberga na Getingen). Ovo postavljenje pokazaće se sudbonosnim, jer Hilbert uspeva da nastavi slavu Getingena sve do svog sopstvenog penzionisanja 1932. godine.
Pod Klajnovim uredništvom „Matematički anali” (Mathematische Annalen) postaće jedan od najboljih matematičkih časopisa na svetu. Mada ih je osnovao Klebš, oni će nadmašiti svoga prvog rivala “Krelov časopis” (Crelle's journal), tek pod Klajnovim vođstvom. Klajn je postavio mali tim urednika koji se redovno sastaju i donose odluke po demokratskom principu. Časopis se specijalizovao u kompleksnoj analizi i algebarskoj geometriji, kao i u teoriji invarijanata (sve dok Hilbert nije ukinuo ovu temu). On je takođe otvorio jedan važan novi prilaz realnoj analizi i novoj teoriji grupa.
Zahvaljujući delom i Klajnovim naporima, Getingen počinje da prima i žene, 1893. godine. On nadgleda prvu doktorsku tezu iz matematike na Getingenu koju je napisala jedna žena; bila je to engleska studentkinja Artur Kejli, kojoj se Klajn divio.
Negde oko 1900, Klajn počinje da se interesuje i za nastavu matematike u školama. U 1905. godini, on odigrava odlučujuću ulogu u formulaciju nastavnog plana, koji preporučuje da se osnovi diferencijalnog i integralnog računa podučavaju i u srednjim školama. Ova preporuka je postepeno uvođena u mnogim zemljama širom sveta. Godine 1908, Klajn je izabran za predsednika Internacionalne komisije za nastavu matematike na Rimskom međunarodnom kongresu matematičara. Pod njegovim vođstvom, Nemački ogranak komisije objavio je mnogobrojana izdanja na temu podučavanja matematike na svim školskim nivoima u Nemačkoj.
Londonsko matematičko društvo nagradilo je Klajna De Morganovom medaljom 1893. On je bio izabran za člana engleskog Kraljevskog društva 1885, i bio nagrađen njihovom Kopli medaljom 1912. Penzionisao se naredne godine zbog svoga oronulog zdravlja, ali je nastavio da podučava matematiku kod svoje kuće još neku godinu.

## Klajnov rad
Klajnova disertacija iz linearne geometrije i njene primene na mehaniku klasifikuje linearne komlekse drugog stepena koristeći Vajerštrasovu teoriju elementarnih delilaca.
Klajnovo prvo značajno matematičko otkriće učinjeno je 1870. U saradnji sa Sofus Li, on otkriva osnovna svojstva asimptotskih linija u Kumerovom prostoru. Oni pokušavaju da istraže W-krive, odnosno krive invarijantne u odnosu na grupu projektivnih transformacija. Li je bio taj koji upoznaje Klajna sa konceptom grupa, koje igraju glavnu ulogu u njegovom kasnijem radu. Klajn takođe uči o grupama i od Jordana.
Klajn otkriva Klajnovu bocu, nazvanu po njemu, koja predstavlja jednostrano zatvorenu površinu koja ne može da se konstruiše u Euklidskom prostoru. Najlakše ju je zamisliti kao valjak savijen unazad kroz sebe samog tako da se sastavlja sa svojim drugim krajem. Ovo nije neprekidna površina u trodimenzionalnom prostoru, pošto površina ne može da prolazi kroz samu sebe bez diskontinuiteta. Moguće je, međutim, konstruisati Klajnovu bocu u Neeuklidskom prostoru.
U 1890. godini Klajn zalazi u oblast matematičke fizike, temu od koje se on nikada nije mnogo ni udaljavao, pišući o žiroskopu zajedno sa Arnoldom Zomerfeldom. Naporedo s tim, on pomaže uređivanje (sa K. Milerom) četiri toma mehanike u Encyklopedie der Mathematischen Wissenschaften.

### Erlangenski program
Godine 1871, dok je bio u Getingenu, Klajn je došao do svoga glavnog otkrića u geometriji. On objavljuje dva rada "O takozvanoj Neeuklidskoj geometriji" dokazujući da Euklidska i Neeuklidska geometrija mogu da se shvate kao specijalni slučajevi projektivnih površina sa pridruženim specifičnim konusnim presecima. Ovim on dolazi do vredne posledice da je Neeuklidska geometrija konzistentna i neprotivrečna samo ako i Euklidska geometrija to jeste, postavljajući Euklidsku i Neeuklidsku geometriju na istu osnovu, i tako okončavajući sve nedoumice oko Neeuklidske geometrije. Kejli nikada nije prihvatio Klajnov argument, verujući da se radi o dokazu tipa cirkulus viciozus (korišćenje u dokazivanju onoga što tek treba dokazati)
Klajnova sinteza geometrije, koja je proizašla iz njegove studije svojstava prostora koji je invarijantan na date grupe transformacija, poznata je kao Erlangenski program (1872) i dubinski je uticala na evoluciju matematike. Ovaj program zasnovan je u toku Klajnove pristupne besede povodom njegovog postavljenja na Erlangenskom univerzitetu. Na početku Erlangenskog programa razmatrajući slučaj Euklidske geometrije Klajn Kaže:
"Najosnovniji pojam neophodan za dalje izlaganje je pojam grupe prostornih transformacija...Postoje takve prostorne transformacije koje uopšte ne menjaju geometrijske osobine prostornih likova. Geometrijske osobine, po samoj definiciji, ne zavise od položaja u prostoru koji zauzima proučavani lik, od njegove apsolutne veličine i na kraju od orijentacije rasporeda njegovih delova. Osobine prostornog lika ne menjaju se prostornim kretanjem, preslikavanjem (u ogledalu) i svim drugim transformacijama koje se iz njih mogu sastaviti. Skup svih transformacija nazivamo glavnom grupom prostornih transformacija; geometrijske osobine ne zavise od transformacija iz glavne grupe i, obrnuto, moglo bi se reći da se geometrijske osobine upravo i karakterišu njihovom nepromenljivošću (invarijantnošću) u odnosu na transformacije glavne grupe."
Kao što vidimo, dakle, Klajn pokazuje u svome Erlangenskom programu da suštinske osobine date geometrije mogu da se predstave pomoću grupa transformacija koje očuvavaju te osobine.
"Program", prema tome, predlaže jedinstveni pristup geometriji koji postaje i ostaje široko prihvaćen do današnjih dana, a osim toga, "programske" definicije obuhvataju zajedno i Euklidsku i Neeuklidsku geometriju.
Takođe, važno je napomenuti da se u okviru Klajnove škole "Program" proširuje i na zakone fizike. Najpre Hamel (Georg Hamel) uspostavlja vezu između zakona održanja fizičkih veličina i osnovnih simetrija prostora i vremena. Međutim ovaj rad ostaće dugo potpuno nepoznat fizičarima. Ali, jedna od najkreativnijih matematičarki svih vremena, Emi Neter (Emmy Noether), 14 godina kasnije dokazaće da svakoj neprekidnoj transformaciji koordinata, za koju je varijacija dejstva jednaka nuli, odgovara određeni invarijant, odnosno određeni zakon održanja dinamičkih, fizičkih, veličina.
Nakon što Poenkare 1905. uvodi grupu Lorencovih transformacija, veza između invarijanata i simetrija prostora i vremena postaje od izuzetnog značaja i za Ajnštajnovu teoriju relativnosti, do čije pojave dolazi iste godine.Inače, za Ajnštajna je invarijantnost osnovni i neophodni uslov valjanosti neke fizičke teorije. Takođe, veza između zakona održanja fizičkih veličina i simetrija prostora i vremena dobiće na značaju tokom nastanka i razvoja atomske-kvantne fizike, kada dolazi do pojave novih zakona održanja, koji ranije nisu bili predviđeni Klasičnom mehanikom.
Danas je značaj Klajnovih doprinosa geometriji manje vidljiv, ali ne zato što je taj doprinos sada viđen kao stran ili netačan. Naprotiv, ovaj doprinos je postao toliko mnogo deo našeg postojećeg matematičkog znanja da je teško danas procenjivati njegovu originalnost,kao i način na koji on nije odmah bio prihvaćen od svih njegovih savremenika.

### Teorija funkcija
Klajn je pokazao da je modularna grupa pomerila fundamentalni region kompleksne površi kao da pravi mozaik od te površi. U 1879. on traga za akcijom PSL(2,7), misleći o njoj kao o slici modularne grupe, i namećući eksplicitnu reprezentaciju Rimanove površi. On pokazuje da je površina kriva u projektivnom prostoru, i da je njena jednačina x3y + y3z + z3x = 0, a da njena grupna simetrija PSL(2,7) reda 168. Njegova "Rimanovska teorija algebarskih funkcija i njihovih integrala (Riemanns Theorie der algebraischen Funktionen und ihre Integrals) (1882) tretira teoriju funkcija u geometrijskom maniru, povezujući teoriju potencijala i konformalne transformacije (projekcije). Ova teorija izvlači neke naznake iz dinamike fluida.
Klajn razmatra jednačine stepena većeg od 4, i posebno se interesuje za korišćenje transcedentnih metoda za rešavanje opštih jednačina četvrtog stepena. Oslanjajući se na metode Hermitea i Kronekera, on proizvodi slične rezultate do kojih je došao i Brioši i pokušava da potpuno reši ovaj problem u smislu ikosahedralnih grupa. Ovaj rad navodi ga da napiše seriju članaka o eliptičkim modularnim funkcijama.
U svojoj knjizi o ikosahedronu (1884), Klajn postavlja teoriju o automorfičnim funkcijama, povezujući algebru i geometriju. Međutim i Anri Poenkare objavljuje jedan izvod iz svoje teorije automorfičnih funkcija 1887, što dovodi do prijateljskog rivalstva između ova dva naučnika. Obojica teže da uspostave i dokažu veliku ujedinjujuću teoremu koja bi služila kao završni kamen dotadašnjeg razvoja teorije. Klajn uspeva u formulisanju ovakve jedne teoreme i skicira strategiju za njeno dokazivanje. Ali dok je radio na tome njegov zdravlje je naglo oslabilo, kao što je pomenuto u prethodnom tekstu.
Klajn sumira svoj rad na automorfičnim funkcijama i eliptičkim modularnim funkcijama u jednoj raspravi u tri toma, napisanoj zajedno sa Robertom Frikom u periodu od nekih 20 godina.

## Literatura
- Tobies, Renate (with Fritz König) Felix Klein. Teubner Verlag, Leipzig 1981.
- Rowe, David  "Felix Klein, David Hilbert, and the Göttingen Mathematical Tradition", in Science in Germany: The Intersection of Institutional and Intellectual Issues, Kathryn Olesko, ed., Osiris, 5 (1989), 186–213.
- Federigo Enriques (1921) L'oeuvre mathematique de Klein in Scientia.

## Spoljašnje veze
- Klein's Web Pages. Архивирано на веб-сајту  (24. март 2018)
- Felix Klein на сајту Пројекат Гутенберг (језик: енглески)
- Feliks Klajn на сајту Internet Archive (језик: енглески)
- O'Connor, John J.; Robertson, Edmund F. „Feliks Klajn”. MacTutor History of Mathematics archive. University of St Andrews.
- Feliks Klajn на веб-сајту MGP (језик: енглески)
- Weisstein, Eric W. (ур.). „Klein, Felix (1849–1925)”. ScienceWorld.
- Felix Klein, Klein Protokolle
- Felix Klein (Encyclopædia Britannica)
- F. Klein, "On the theory of line complexes of first and second order"
- F. Klein, "On line geometry and metric geometry"
- F. Klein, "On the transformation of the general second-degree equation in line coordinates into canonical coordinates"